# Lastrup
Lastrup est une ville allemande située en Basse-Saxe, dans l'arrondissement de Cloppenburg.

## Géographie
La commune de Lastrup est située à 15 km au sud-ouest de Cloppenburg.

## Quartiers
- Groß-Roscharden
- Klein-Roscharden
- Hammel
- Hammesdamm
- Hamstrup
- Hemmelte (+ Ludlage)
- Kneheim
- Matrum
- Nieholte
- Norwegen
- Oldendorf
- Schnelten
- Suhle
- Timmerlage (+ Bixlag)

## Personnalités liées à cette ville
- Ludger Gerdes (1954-2008), artiste et professeur d'art, né à Lastrup.
- Özlem Türeci (1967-), scientifique, oncologue et entrepreneuse, née à Lastrup.